# Pseudocheles
Pseudocheles is een geslacht van kreeftachtigen uit de klasse van de Malacostraca (hogere kreeftachtigen).

## Soorten
- Pseudocheles chacei Kensley, 1983
- Pseudocheles enigma Chace & Brown, 1978
- Pseudocheles falsapinca Anker, 2012
- Pseudocheles neutra De Grave & Moosa, 2004